# 稲美町立稲美中学校
稲美町立稲美中学校（いなみちょうりつ いなみちゅうがっこう）は、兵庫県加古郡稲美町岡にある公立中学校。

## 概要
稲美中学校のある稲美町は、兵庫県の南東部に位置し六甲山系の西端に連なる稲美野台地にある。また、北部は三木市、南部は明石市、西部は加古川市、東部は神戸市に隣接し、南部は播磨町にも近い。学校は稲美町のほぼ中心にあり、校区は町域の約6割強を占める。
母里小学校区は稲美中学校の北部に位置し、豊かな農村地域で水稲・野菜（キャベツ、トマト、メロン）等が多く栽培されており、専業農家も多い。また、南部に位置する天満東・天満南小学校区は、南側にある播磨工業地域に隣接し、工場地帯であり宅地化も進む。地域住民も学校に協力的であり、1998年（平成10年）度から実施された、中学生の地域活動週間としての「トライやるウィーク」事業にも積極的に協力し、年々生徒たちが活動する場や指導ボランティアの数も増加してきている。
2013年12月15日、陸上競技部が第21回全国中学校駅伝大会 に初出場し、女子の部で第11位となった。2021年12月19日、第29回全国中学校駅伝大会に８年ぶり２度目の出場で、女子の部で初優勝を飾った。2022年12月18日、第30回全国中学校駅伝大会女子の部で連覇を果たした。

## 沿革
公式サイト「稲美中学校のあらまし」による。
- 1975年（昭和50年） - 旧稲美町立天満中学校と旧稲美町立母里中学校が統合して開校（生徒数858名、学級数22〔特1学級を含む〕）。加古川市加古郡稲美町学校組合立山手中学校から加古小学校の区域を段階的に移管。
- 1977年（昭和52年） - 加古川市と稲美町との学校組合を解消。名実ともに稲美町全域が校区となる。
- 1984年（昭和59年） - 生徒数が最高人数の1659名（39学級）になる。
- 1985年（昭和60年） - 生徒数増加のため、校区の西側の一部（加古小学校区と天満小学校区）とを分割して稲美町立稲美北中学校として分離し、校区変更。
- 2013年（平成25年）12月15日 - 第21回全国中学校駅伝大会女子の部初出場。
- 2015年（平成27年） - スーパー食育スクール事業（SSS事業）指定。
- 2021年（令和3年）12月19日 - 第29回全国中学校駅伝大会女子の部初優勝。
- 2022年（令和4年）12月18日 - 第30回全国中学校駅伝大会女子の部連覇。

## 教育方針

### 教育目標
- 豊かな心を持ち、自立する生徒の育成

### 目指す生徒像
- 命を大切にし、善悪の判断のできる生徒
- 夢と志を持ち、主体的に取り組む生徒
- 素直で思いやりがあり、粘り強く努力する生徒

### 目指す教師像
- 豊かな心と人間性の涵養に努める教師
- 使命感と倫理観を持ち、生徒一人一人の良さや可能性を引き出す教師
- 研修と自己の向上に努める教師（各教科、道徳、特別活動等）

### 目指す学校像
- ともに学びあい、支え合い、高めあう学校
- 生徒の自己指導能力が高く、ルールとリレーションが大切にされる学校
- 家庭、地域との連携・協力が円滑に行われ、信頼される学校

## 歴代校長
- 初代：西川正實
- 第2代：
- 第3代：岩坂和之丞
- 第4代：
- 第5代：
- 第6代：
- 第7代：山本正利（1992年着任）
- 第8代：後藤哲夫（2002年着任）
- 第9代：鷲野利成（2007年着任）
- 第10代：船越哲也（2011年着任）
- 第11代：石原克哉（2013年着任）
- 第12代：佐藤昭則（2015年着任）
- 第13代：西江秀旗（2017年着任）
- 第14代：藤田真由美（2020年着任）

## 部活動

### 運動部
- 陸上競技部
- 野球部
- サッカー部
- ソフトテニス部
- 卓球部
- バスケットボール部
- バレーボール部

### 文化部
- 吹奏楽部
- 文化芸術部

### 部活動成績
陸上競技部
- 2013年
  - 12月15日：第21回全国中学校駅伝大会 女子の部 第11位
- 2021年
  - 12月19日：第29回全国中学校駅伝大会 女子の部 初優勝
- 2022年
  - 12月18日：第30回全国中学校駅伝大会 女子の部 連覇

## 通学区域
以下の小学校の通学区域。
- 稲美町立母里小学校
- 稲美町立天満東小学校
- 稲美町立天満南小学校

## 交通アクセス
- 第二神明道路明石西ランプから北へ車で約10分
- JR土山駅から神姫バス上新田北口行バスに乗車、「稲美中央公園」バス停下車、南へ徒歩。

## 出身者
- 上田美和 - 漫画家
- 安井拓也-サッカー選手

## 周辺施設
- 兵庫県立いなみ野特別支援学校
- 稲美町立天満東小学校
- 稲美町立天満東幼稚園
- いなみっこ広場
- いなみ文化の森
  - 稲美町立図書館
  - 文化会館コスモホール
  - ふれあい交流館
- いなみの体育センター
- いなみアクアプラザ
- 稲美中央公園
- いなみ野水辺の里公園
- 稲美中央病院
- 加古川市消防本部稲美分署

## 校区が隣接している学校
- 稲美町立稲美北中学校
- 加古川市立平岡中学校
- 明石市立魚住中学校
- 神戸市立岩岡中学校
- 神戸市立神出中学校
- 三木市立別所中学校
- 加古川市立山手中学校